# Sac
.
Sac (Sauk, Asakiwaki).- /Osa'kiwug, "people of the outlet," ili "people of the yellow earth." je pleme američkih Indijanaca porodice Algonquian, najsrodnije Fox Indijancima, čiji je najraniji poznati dom (prije kontakta) bio uz zaljev Saginaw Bay u Michiganu, ali su u ranom 17 stoljeću odatle protjerani od Ottawa i Attiwandaronka (Neutralaca). Saci bježe preko tjesnaca Strait of Mackinac i nastanjuju se na području današnjeg Wisconsina. Otac Allouez nalazi ih 1667. kod Green Baya, a njihov broj iznosio je oko 6,500. Carver 1766. nalazi njihova naselja na rijeci Wisconsin, gdje će se zadržati do 1804., kada će potpisati ugovor po kojemu moraju napustiti čitav svoj teritorij u Wisconsinu i Illinoisu, koji su prigrabili (1769) nakon uništenja Illinois Indijanaca. Većina ih odbija napustiti ovaj kraj, i preći Mississippi, na što ipak pristaju 1831, pa prelaze u Iowu. Sljedeće godine (1832) vraćaju se na suprotnu obalu i napadaju pogranična naselja. Ovime piočinje rat Black Hawk War. Nakon rata, u kojemu su pobijeđeni od američke vojske, nogi bježe na teritorij Iowe, gdje se udružuju s Foxima u konfederaciju Sac-Fox, pod vodstvomn Keokuka (Watchful Fox; 1780–1848), i dobivaju zemlju u jugoistočnoj Iowi. Mnogi Foxi pobjegoše u Iowu, a saveznici Saci završiše u Kansasu i Oklahomi.

## Etnografija
Materijalna kultura Saca pripada Istočnim šumama. Dok su još živjeli u području Velikih jezera oni su bili kanu-Indijanci, koji su svoje glavno prijevozno i transportno sredstvo izrađivali od najčešćeg materijala toga područja, brezove kore (birch-bark canoe), nadalje dugout-kanui, ali dolaskom na preriju Saci prelaze na jedan drugi tip kanua, to je bull-boat. 
Agrikultura Saca je ista kao i kod mnogih plemena Sjeverne Amerike, kukuruz, squash-tikva, grah i duhan. Poznati poglavica Saca Ma-ca-tai-me-she-kia-kiak (Black Hawk ili Black Sparrow Hawk), predlaže 1833. američkoj vladi, da one slobodne države koje ne žele crnačke žene za služavke, mogle bi ih dati Sac Indijancima, pa bi pomagale njihovim ženama u žetvi kukuruza. Usprkos ekstenzivnom uzgoju kukuruza i drugih kultura, i usprkos njihovim fiksnim naseljima Saci nisu vodili sjedilački život, i mnogo vremena tijekom godine provodili su u lovu i ribolovu. Do većih stada konja ne dolaze sve do Black Hawk Wara i dolasku u Kansas.
Njihove nastambe su kolibe od kore za toplog vremena, dok su po zimi bile od ovalnog oblika, od trske. Svaki od gensa imao je veliku vlastitu kolibu od kore u kojoj su se održavale svečanosti.  U ovoj kolibi držali su se obješeni sveti svežnjevi (sacred bundles) gensa, koje su čuvali svećenici.
Organizacija
Saci i Lisice imali su sljedeće klanove:
1. Mo-wha-wis' so-uk (Vuk; Wolf). 2. Ma-kwis'-so-jik (Medvjed; Bear). 3. Pa-sha'-ga- sa-wis-so-uk (Jelen; Deer). 4. Ma-sha-wa-uk' (Sjeverni jelen; Elk). 5. Ka-ka-kwis'-so-uk (Jastreb; Hawk). 6. Pa-mis'-so-uk (Orao; Eagle). 7. Na-ma-sis'-so-uk (Riba; Fish). 8. Na-nus-sus'-so-uk (Bizon; Buffalo). 9. Na na-ma' ke’w-uk (Grom; Thunder). 10. Ah-kuh' ne-näk (Kost; Bone). 11. Wa-ko-a-wis'-so-jik (Lisica; Fox). 12. Ka-che- kone-a-we'-so uk  (More; Sea). 13. Na-ma-we' so-uk (Jesetra; Sturgeon). 14. Ma-she' ma-täk (Veliko drvo; Big Tree).
Porijeklo, nasljeđivanje i pravilo o zabrani brakova unutar klana, isti su kao i kod Miamia.

## Vanjske poveznice
- Sauk Indian Tribe History
- The Sac and Fox Nation  Arhivirana inačica izvorne stranice od 5. travnja 2007. (Wayback Machine)
- The Sauk and Fox Indians  Arhivirana inačica izvorne stranice od 1. travnja 2007. (Wayback Machine)
- Sauk Indian Religion

- Ples berdaša, Sac Indijanci
- Massika, poglavica Saca, lijevo, i Wakusasse, desno, Fox Indijanac